# Skulsk (gmina)
Skulsk (do 1954 gmina Skulska Wieś) – gmina wiejska w województwie wielkopolskim, w powiecie konińskim. W latach 1975–1998 gmina położona była w województwie konińskim.
Siedziba gminy to Skulsk. 
1 stycznia 1977 do gminy Skulsk włączono obszar sołectwa Goplana z gminy Wierzbinek (od 1973 do 31 maja 1975 znajdowało się w powiecie radziejowskim). Sołectwo obejmuje miejscowości Goplana, Koszewo, Warzymowo, Kolonia Warzymowska (z Pauliną), Włodzimiera, Piastowo i Zygmuntowo (1973–75 Piastowo i Zygmuntowo tworzyły odrębne sołectwo Zygmuntowo, które zniesiono i włączono do sołecta Goplana). W związku z tym w skład gminy Skulsk weszły miejscowości gminy Wierzbinek położone na zachód od Kanału Ślesińskiego, co z powodu braku mostów na aktualnym odcinku usprawniło komunikację.
Według danych z 31 grudnia 2024 gminę zamieszkiwało 5879 mieszkańców.

## Struktura powierzchni
Według danych z roku 2002 gmina Skulsk ma obszar 84,86 km², w tym:
- użytki rolne: 76%
- użytki leśne: 6%

Gmina stanowi 5,38% powierzchni powiatu.

## Demografia

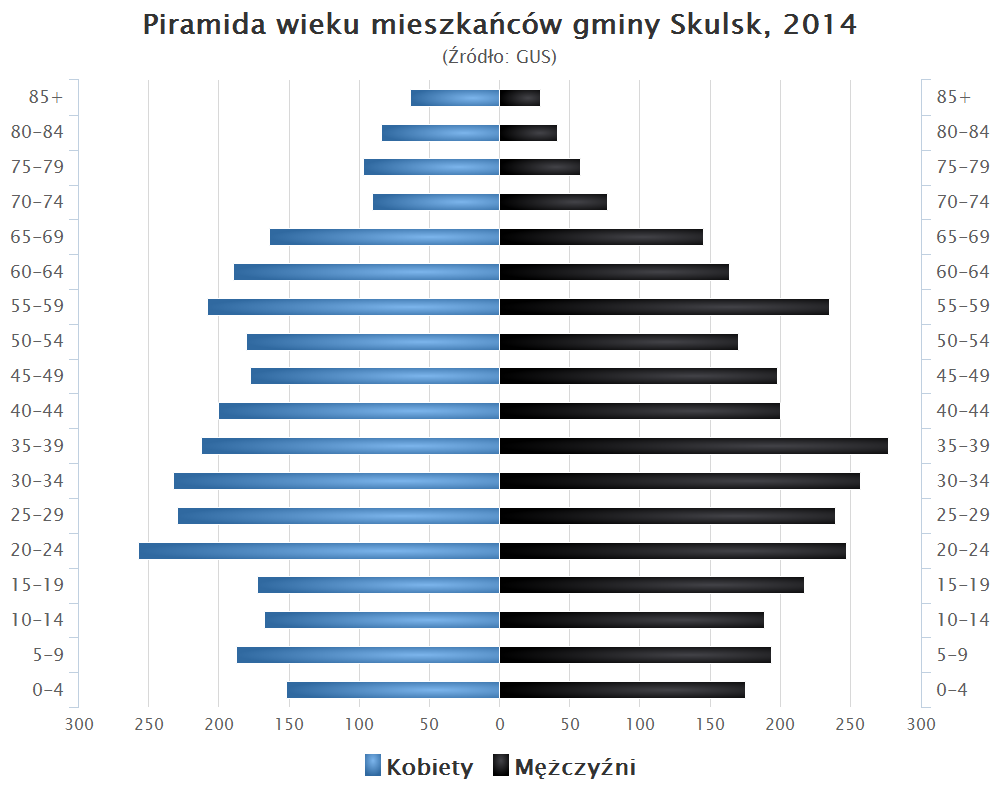
Piramida wieku mieszkańców gminy Skulsk w 2014 roku

Dane z 30 czerwca 2004:
| Opis                              | Ogółem | Ogółem | Kobiety | Kobiety | Mężczyźni | Mężczyźni |
| --------------------------------- | ------ | ------ | ------- | ------- | --------- | --------- |
| jednostka                         | osób   | %      | osób    | %       | osób      | %         |
| populacja                         | 6155   | 100    | 3053    | 49,6    | 3102      | 50,4      |
| gęstość zaludnienia (mieszk./km²) | 72,5   | 72,5   | 36      | 36      | 36,6      | 36,6      |

## Oświata
- Szkoła Podstawowa w Skulsku,
- Szkoła Podstawowa w Wandowie[6]

## Ochotnicza Straż Pożarna
- OSP Skulsk[7],
- OSP Łuszczewo,
- OSP Czartowo,
- OSP Lisewo,
- OSP Goplana,
- OSP Gawrony,
- OSP Kobylanki,
- OSP Mielnica Duża,
- OSP Celinowo[8]

## Koło Gospodyń Wiejskich
- Koło Gospodyń Wiejskich w Kobylankach,
- Koło Gospodyń Wiejskich w Goplanie,
- Koło Gospodyń Wiejskich w Celinowie,
- Koło Gospodyń Wiejskich w Mielnicy Dużej,
- Koło Gospodyń Wiejskich w Mniszkach,
- Koło Gospodyń Wiejskich w Lisewie,
- Koło Gospodyń Wiejskich w Buszkowie-Parcelach,
- Koło Gospodyń Wiejskich wsi Rakowo,
- Koło Gospodyń Wiejskich w Łuszczewie "Łuszczewskie Gosposie"[9]

## Sołectwa
Buszkowo, Buszkowo-Parcele, Celinowo, Czartowo, Czartówek, Dąb, Dzierżysław, Gawrony, Goplana, Kobylanki, Lisewo, Łuszczewo, Mielnica Duża, Mniszki, Paniewo, Pilich, Popielewo (sołectwa: Popielewo I i Popielewo II), Radwańczewo, Rakowo, Skulsk, Skulska Wieś.

## Pozostałe miejscowości
Buszkowo-Majątek, Galiszewo, Kolonia Warzymowska, Koszewo, Lisewo-Parcele, Mielnica Mała, Nowa Wieś, Piastowo, Przyłubie, Starostwo, Wandowo, Warzymowo, Włodzimiera, Zalesie, Zygmuntowo.

## Sąsiednie gminy
Jeziora Wielkie, Kruszwica, Piotrków Kujawski, Ślesin, Wierzbinek, Wilczyn